# Liga de Elite
Liga de Elite, dřívějším názvem Campeonato da 1ª Divisão do Futebol, je nejvyšší fotbalová liga na území zvláštní správní oblasti Čínské lidové republiky Macaa. Soutěž byla založena v roce 1973. Soutěž je pořádána fotbalovým svazem Macaa (Associação de Futebol de Macau).

## Přehled vítězů
Zdroj: 
- 1972/73: Polícia de Segurança Pública
- 1974–84: neznámo
- 1984/85: Wa Seng
- 1985/86: CD Hap Kuan
- 1986/87: CD Hap Kuan
- 1987/88: Wa Seng
- 1988/89: CD Hap Kuan
- 1989/90: CD Hap Kuan
- 1990/91: Sporting Clube de Macau
- 1991/92: GD Lam Pak
- 1992/93: Leng Ngan
- 1993/94: GD Lam Pak
- 1994/95: GD Os Artilheiros
- 1995/96: GD Os Artilheiros
- 1996/97: GD Lam Pak
- 1997/98: GD Lam Pak
- 1998/99: GD Lam Pak
- 1999/00: Polícia de Segurança Pública
- 2000/01: GD Lam Pak
- 2001/02: CD Monte Carlo
- 2002/03: CD Monte Carlo
- 2003/04: CD Monte Carlo
- 2005: Polícia de Segurança Pública
- 2006: GD Lam Pak
- 2007: GD Lam Pak
- 2008: CD Monte Carlo
- 2009: GD Lam Pak
- 2010: Windsor Arch Ka I
- 2011: Windsor Arch Ka I
- 2012: Windsor Arch Ka I
- 2013: CD Monte Carlo
- 2014: SL Benfica de Macau
- 2015: SL Benfica de Macau
- 2016: SL Benfica de Macau
- 2017: SL Benfica de Macau
- 2024: Benfica de Macau

## Nejlepší kluby v historii - podle počtu titulů
Zdroj: 
| Vítězové nejvyšší ligové soutěže |        |                                                      |
| Klub                             | Tituly | Vítězné ročníky                                      |
| GD Lam Pak                       | 9      | 1992, 1994, 1997, 1998, 1999, 2001, 2006, 2007, 2009 |
| CD Monte Carlo                   | 5      | 2002, 2003, 2004, 2008, 2013                         |
| CD Hap Kuan                      | 4      | 1986, 1987, 1989, 1990                               |
| SL Benfica de Macau              | 7      | 2014, 2015, 2016, 2017, 2018, 2020, 2024             |
| Polícia de Segurança Pública     | 3      | 1973, 2000, 2005                                     |
| Windsor Arch Ka I                | 3      | 2010, 2011, 2012                                     |
| Wa Seng                          | 2      | 1985, 1988                                           |
| GD Os Artilheiros                | 2      | 1995, 1996                                           |
| Sporting Clube de Macau          | 1      | 1991                                                 |
| Leng Ngan                        | 1      | 1993                                                 |

## Týmy pro sezonu 2017
- SL Benfica de Macau
- Chao Pak Kei
- Cheng Fung
- CD Kei Lun
- Lai Chi
- MFA Development
- CD Monte Carlo
- Polícia de Segurança Pública
- Sporting Clube de Macau
- Windsor Arch Ka I